# Золотьково
Золотьково — деревня в Наро-Фоминском районе Московской области, входит в состав муниципального образования Городское поселение Верея. В деревне числятся 2 улицы, переулок и 3 садоводческих товарищества. До 2006 года Золотьково входило в состав Симбуховского сельского округа.
Деревня расположена в западной части района, на левом берегу реки Протвы, в 7 км к северо-западу от города Вереи, высота центра над уровнем моря — 185 м. Ближайшие населённые пункты — Семенково в 0,7 км на юго-запад и Мерчалово в 1,5 км на юго-восток.

## Население
| 2002 | 2006 | 2010 |
| ---- | ---- | ---- |
| 5    | ↘3   | ↗12  |